# Adalbert Cuvelier
Pour les articles homonymes, voir Cuvelier.
Adalbert Auguste Cuvelier (Arras, 2 mars 1812 - Boisleux-au-Mont, 2 février 1871) est un photographe français.

## Biographie
Adalbert Cuvelier est élève du peintre et professeur de dessin Louis-Théophile Démory (1802-1872).
Cuvelier est marchand et fabricant d'huile à Arras. Peintre amateur, membre du cercle de Barbizon et ami de Camille Corot et d'Eugène Delacroix, il s'intéresse très tôt à la photographie et y forme son fils Eugène Cuvelier.
Avec le peintre et lithographe Constant Dutilleux, son beau-père, et le professeur de dessin Léandre Grandguillaume, son beau-frère, Adalbert Cuvelier met au point en 1852-1853 le cliché-verre, une technique photographique qui combine dessin, gravure et photographie : sur une plaque de verre enduite de collodion, on dessine à l'aide d'une pointe une image négative sensible à l'effet de la lumière qui est ensuite tirée sur papier photosensible (on parle alors du « procédé Cuvelier père, d'Arras »). Corot, en avril 1853, essaie ce « dessin sur verre pour photographie » et en réalise cinq, - mais le brevet en est déposé à Paris par Barthélémy Pont en novembre 1854 avec un procédé légèrement différent. 
Les photographies d'Adalbert Cuvelier qui subsistent sont en petit nombre et sont restées longtemps non identifiées ; elles représentent des vues de la ville d'Arras et de ses environs, ainsi que des portraits.

## Collections
- Bibliothèque nationale de France
- Musée d'Orsay
- Musée d'art Nelson-Atkins
- Metropolitan Museum of Art

## Galerie

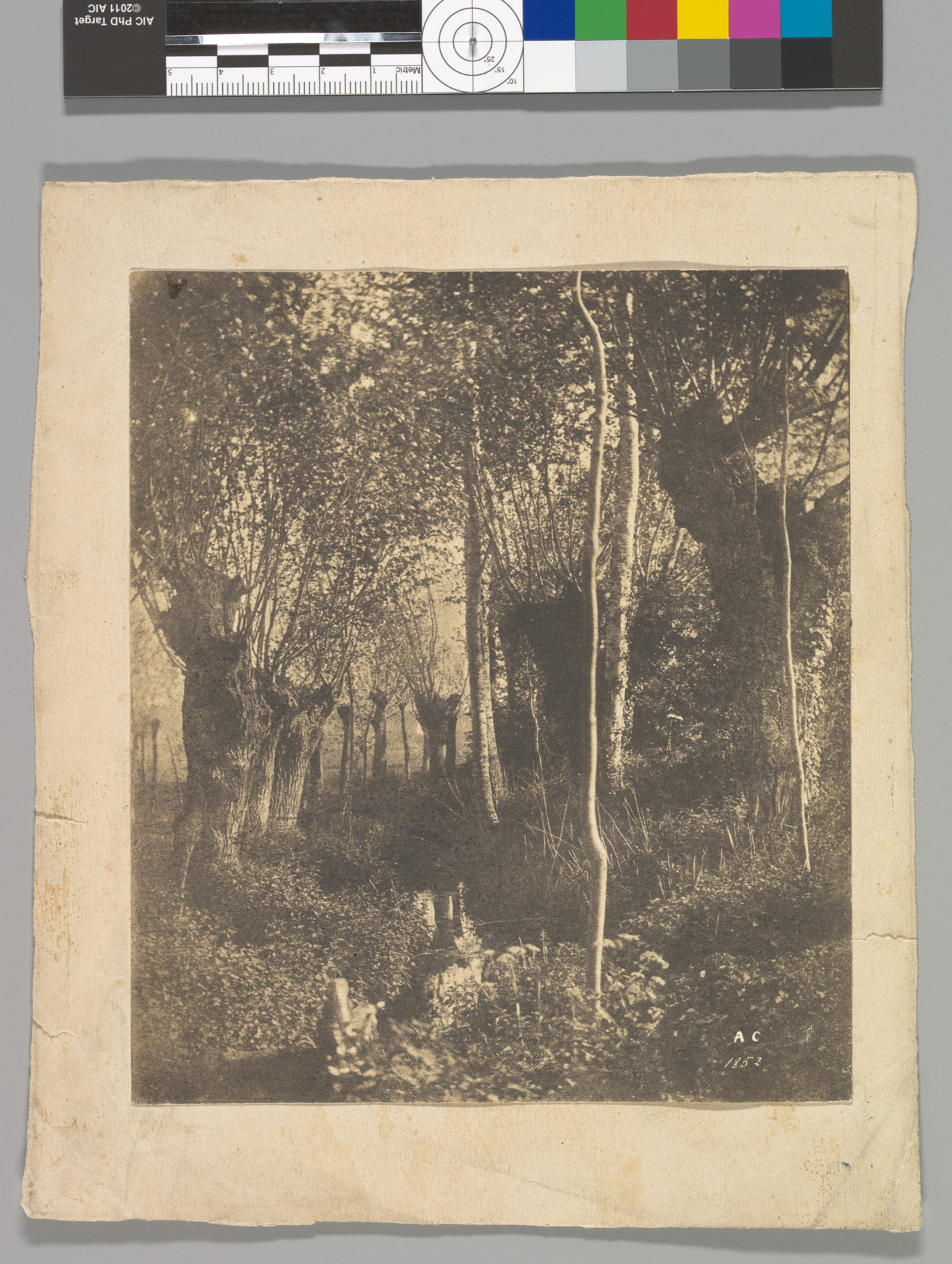
Paysage près d'Arras, 1852.
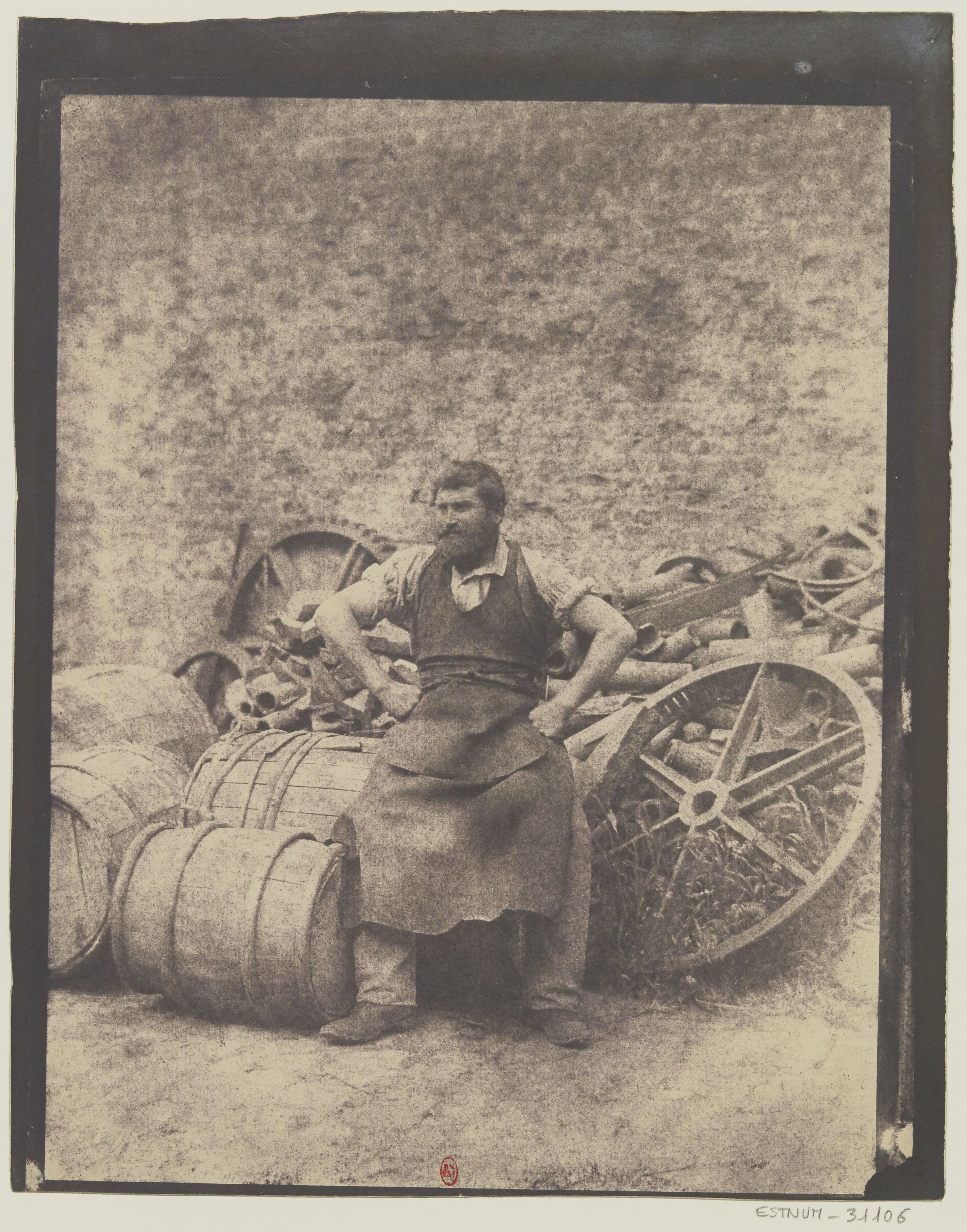
Forgeron, 1852.
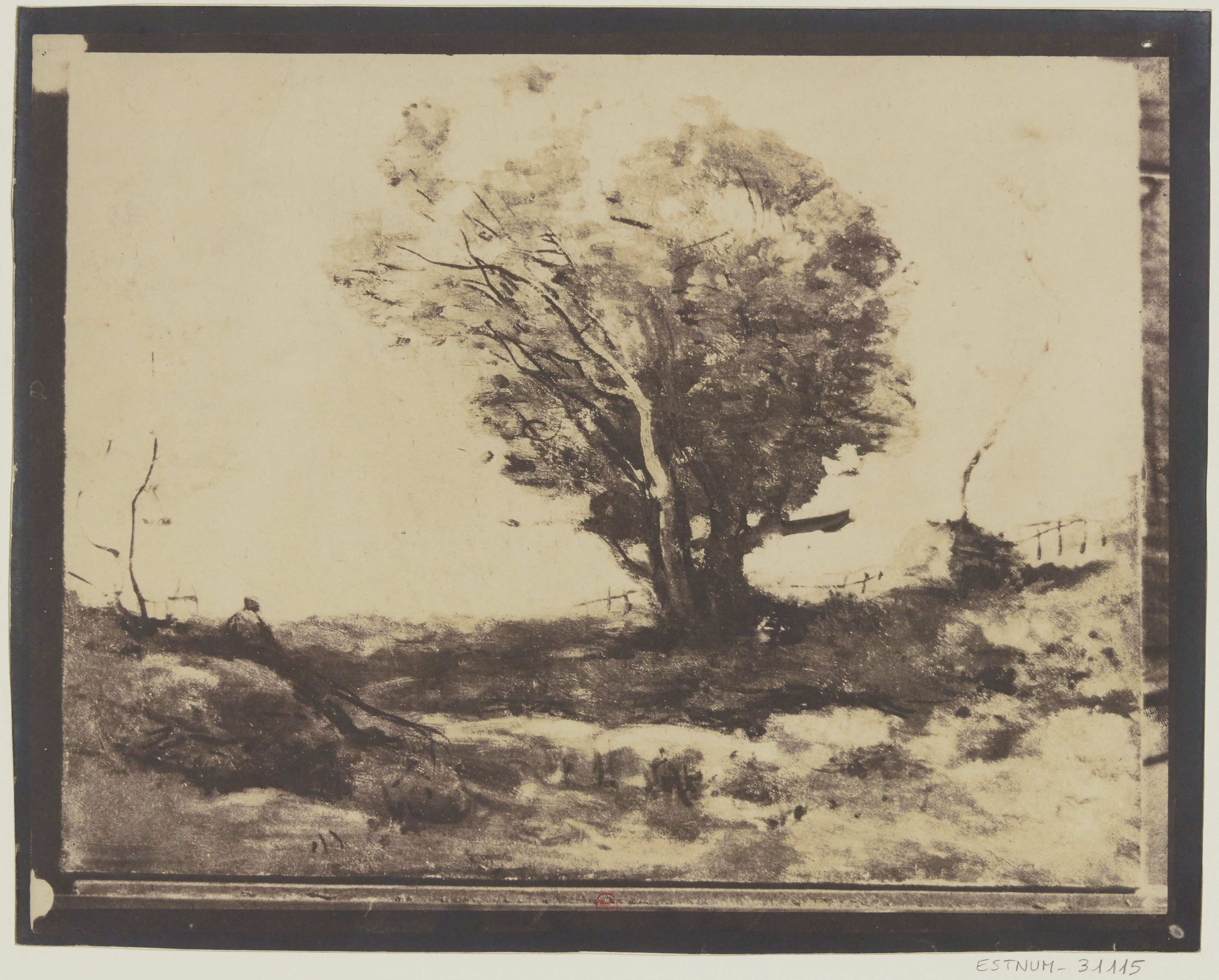
Photographie d'un tableau (arbre dans la campgane), vers 1850.